# Tamponnyomás
A tamponnyomás egy gyakran alkalmazott technológia, melynek segítségével egy kétdimenziós képet egy 3D tárgyon lehet megjeleníteni. A technológia segítségével egy- vagy többszínes mintákat is nagy hatékonysággal lehet megjeleníteni a különböző tárgyakon. A tamponnyomást legtöbbször a reklámajándék piacon alkalmazzák a cégek, hogy nagyobb ismertséget szerezhessenek maguknak a logójuk ábrázolásával. Számos különböző cég él ezzel a lehetőséggel kezdve az autóipartól egészen az élelmiszeriparig.

## Története
A tamponnyomás különböző formái már évszázadok óta jelen vannak, azonban a technológia csak a huszadik században vált alkalmassá a széles körű felhasználásra. A második világháború után elsősorban az óragyártásnál használták a tamponnyomást, és a későbbiekben, a 60-as, 70-es évek során kezdett el jobban terjedni. A szilikonfejek megjelenésével indulhatott el a tömeges gyártása az ezzel a technológiával megnyomott termékeknek. Ezután pedig folyamatosan fejlődött a technológia, mely ma hatékonyan és gyorsan működik.

## A tamponnyomás folyamatai

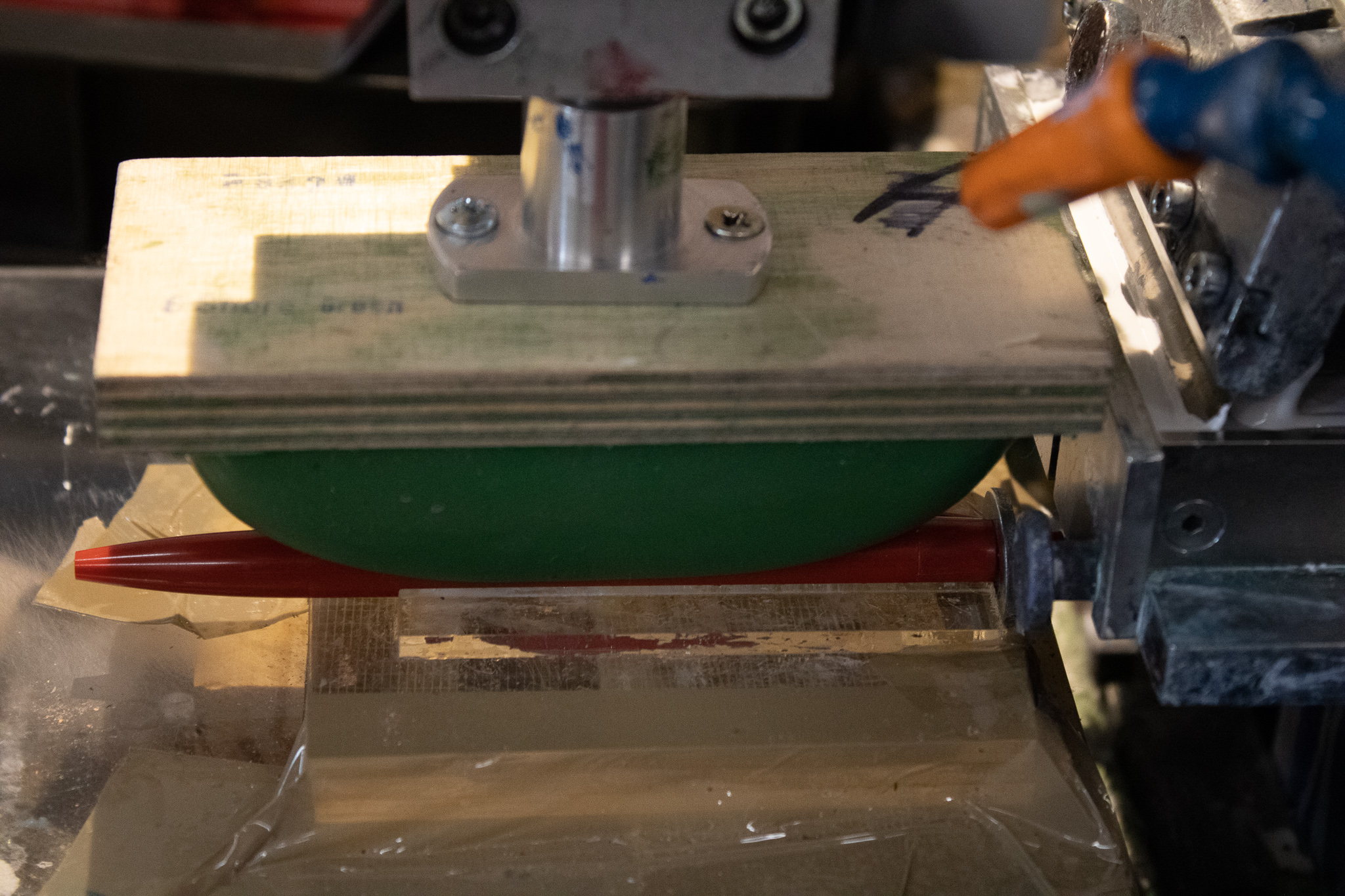
Tamponnyomással készülő toll

A tamponnyomás egy gyors és kedvelt emblémázási technológia, amelynek a következők a lépései:
1. A nyomóminta/nyomólemez elkészítése, ami azt a mintát tartalmazza, ami a nyomandó felületre fog kerülni.
2. A nyomólemez mélyedéseibe belekerül a festék, amelyet egy vízszintes mozgásban lévő fej folyamatosan újratölt és elsimít.
3. A kiegyenlített festékréteget felveszi a szilikon hordozófej, és ráhelyezi azt a termékre.
4. Annyiszor ismétlődik meg ez a folyamat, ameddig a kívánt szín létre nem jön. Azonban a festék rétegének vékonysága biztosítja a gyors száradást, így azonnal kész a minta.

## A tamponnyomás alkalmazásának területei
A tamponnyomást elsősorban a reklámajándékok piacán alkalmazzák. A különböző rendezvényeken, eseményeken való megjelenés során a cégek olyan termékeket adnak partnereiknek, potenciális ügyfeleiknek, amelyen logójuk meg van jelenítve. A márka ismertségének növeléséhez is gyakran alkalmazott technológia a reklámajándékozás.
A tamponnyomással pedig számos felületre rá lehet rakni a mintákat, például műanyag, fa, üveg, bambusz.

## Példák alkalmazására
- Kulacs
- Hátizsák
- Toll
- Powerbank
- Kulcstartó
- Papírvágó
- Játékok
- TV és számítógép monitor
- Focilabda